# Bodianus leucosticticus
 Bodianus leucosticticus és una espècie de peix de la família dels làbrids i de l'ordre dels cipriniformes que es troba a Somàlia, Moçambic, KwaZulu-Natal (Sud-àfrica), Maurici, Reunió, sud del Japó i, probablement també, a les Seychelles.